# Marcia Lucas
Marcia Lucas (de apellido de soltera Griffin; 4 de octubre de 1945) es una montadora de cine estadounidense. Conoció a George Lucas en la escuela de cine de la Universidad del Sur de California, se casaron en el año 1969 y la pareja se separó en 1983. Adoptaron una hija, Amanda, quien nació en 1981.
En 1974, Lucas y Verna Fields fueron nominadas por la Academy Award for Film Editing por su trabajo en American Graffiti. Luego editó la película Alice Doesn't Live Here Anymore, de Martin Scorsese, en 1975.
Lucas ganó en 1977 el Academy Award for Film Editing, junto a Richard Chew y Paul Hirsch, por su trabajo en Star Wars (luego retitulada Star Wars Episode IV: A New Hope). Ella editó la tercera parte de la misma saga, Star Wars Episode VI: Return of the Jedi (1983).

## Premios y distinciones
Premios Óscar
| Año  | Categoría                          | Trabajo nominado                   | Resultado |
| ---- | ---------------------------------- | ---------------------------------- | --------- |
| 1974 | Mejor película de habla no inglesa | American Graffiti                  | Nominada  |
| 1978 | Mejor montaje                      | Star Wars: Episode IV - A New Hope | Ganadora  |